# Gymnothorax pseudothyrsoideus
Gymnothorax pseudothyrsoideus (лат.) — вид лучепёрых рыб из семейства муреновых (Muraenidae).

## Внешний вид и строение
Рыло вытянутое. Челюсти с клыковидными зубами, немного изогнуты или прямые, могут полностью смыкаться, зубы при закрытом рте не видны. Достигают длины 80 см. Число позвонков 127—135.

## Распространение и места обитания
Встречается в Индо-Тихоокеанской области: от Омана и Индии на восток до Филиппин; на север до Японии, на юг до Австралии.
Обитает на коралловых рифах. Диапазон глубин от 0 до 20 м.

## Питание
Питается главным образом ракообразными и рыбами.

## Взаимодействие с человеком
Не является промысловым видом и не представляет угрозы для людей.